# Schwarze-Hofmännin-Skulptur

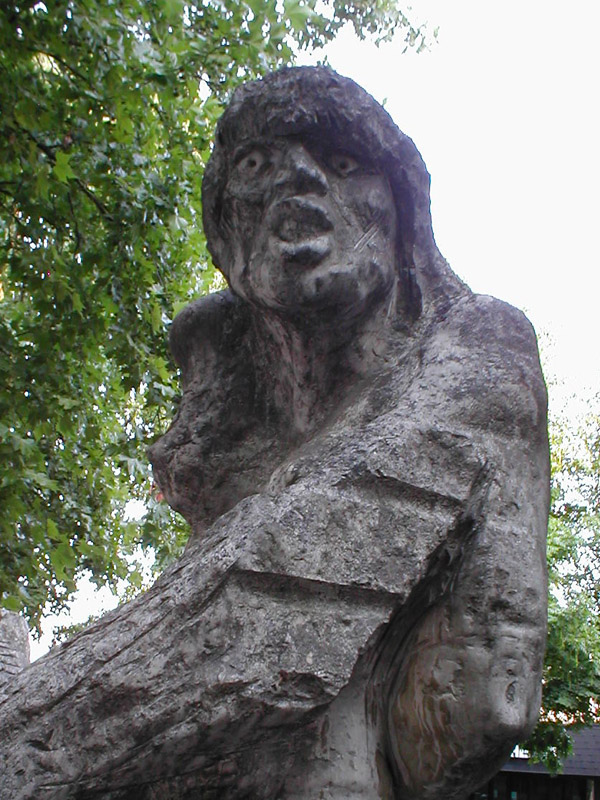
Detail

Die Schwarze-Hofmännin-Skulptur ist eine Skulptur des Bildhauers Dieter Klumpp, die in Böckingen gegenüber der ehemaligen Friedenstraßenschule beim Bürgerhaus Böckingen aufgestellt ist. Die Figur nimmt Bezug auf eine historische Frauengestalt während des Bauernkriegs. 

## Hintergrund

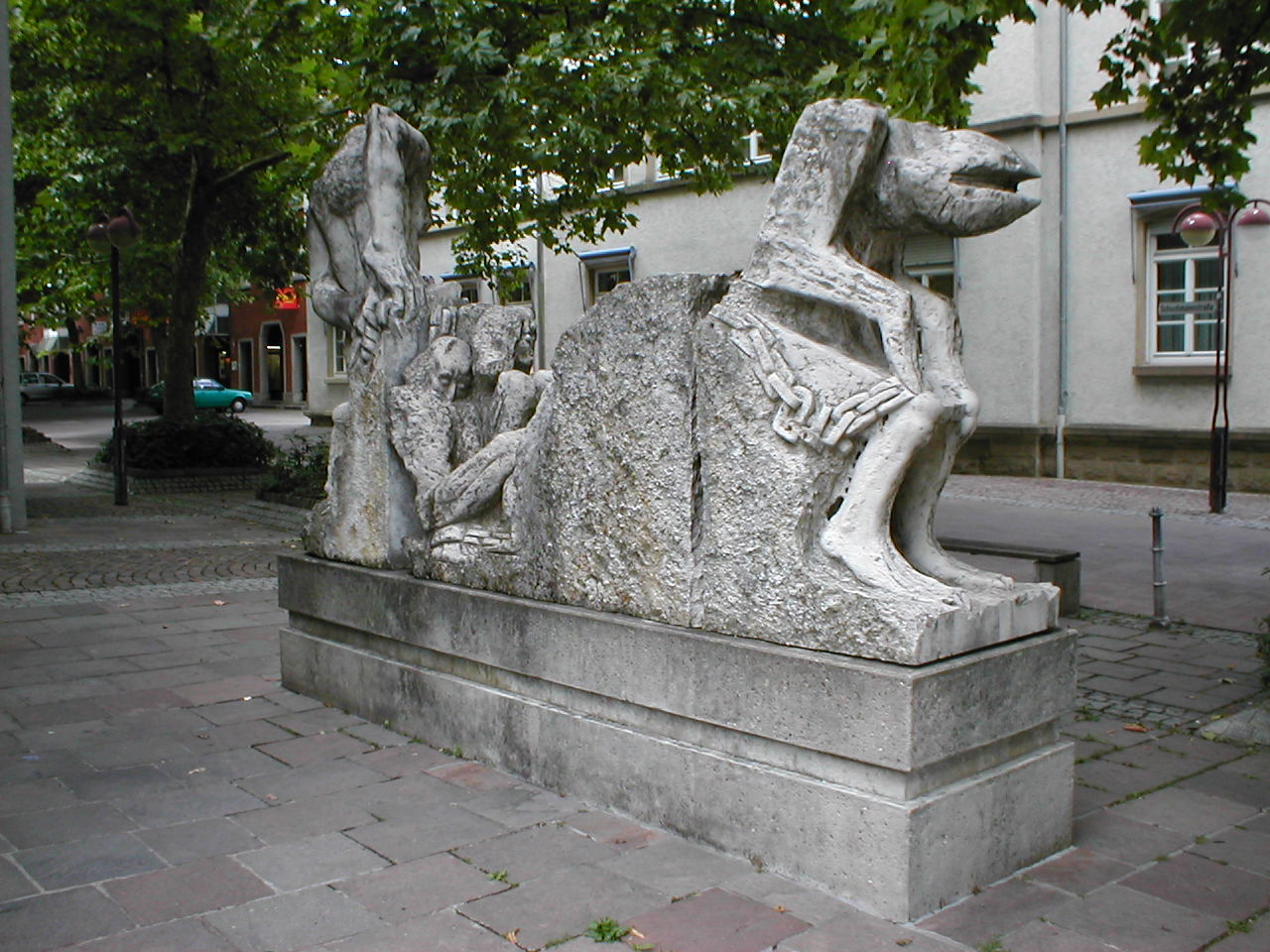
Rückwärtige Ansicht

Detail der rückwärtigen Ansicht mit einem Sterbenden als Passionsmetapher ähnlich der Pietà

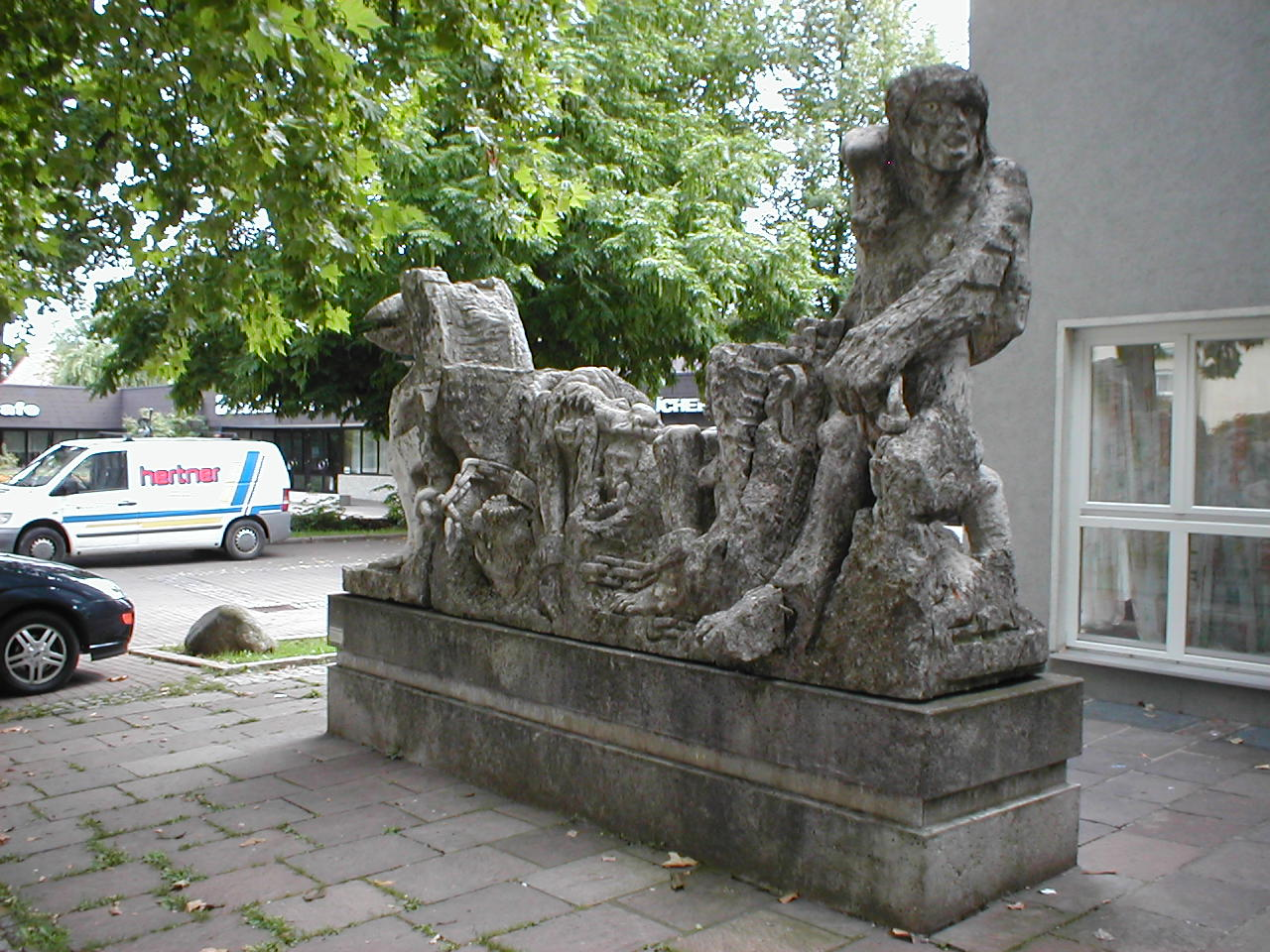
Triptychon aus Ketten der Unterdrückung, Thron der Macht und Hofmännin

Die Jurakalk-Skulptur von Dieter E. Klumpp zu Ehren der Schwarzen Hofmännin, einer aus Böckingen stammenden historischen Figur des Bauernkriegs, wurde mit Unterstützung des „Vereins der Freunde städt. Museen“ und der Kreissparkasse Heilbronn nach 31-monatiger Arbeit im Jahr 1986 der Öffentlichkeit vorgestellt. Der in Böckingen geborener Bildhauer und Künstler wollte, dass in der Skulptur auch der historische Rahmen, der Bauernkrieg, zum Ausdruck kommt. Dies wird durch eine dreiteilige Komposition aus dem Mittelteil Ketten der Unterdrückung, und den beiden Seitenteilen Thron der Macht und Hofmännin erzielt.
Die nach Vorstudien von 1983 bis 1985 entstandene Skulptur hat bereits vor ihrer Aufstellung 1986 in Böckingen eine rege Debatte über Ästhetik von Kunst im öffentlichen Raum ausgelöst. Eine in rotem Sandstein ausgeführte Vorstudie aus dem Jahr 1983 zu dieser Arbeit befindet sich am Wein-Panorama-Weg am Wartberg in Heilbronn.
Nachdem beim Standort der Skulptur gegenüber der als „Altes Rathaus“ bekannten ehemaligen Friedenstraßenschule nur rund zwei Meter hinter der einst freistehenden Skulptur ein Wohnhaus errichtet wurde, welches nun eine wenig repräsentative Kulisse der Skulptur bildet, kam erneut eine Diskussion über die Skulptur und ihren Standort auf.

## Beschreibung

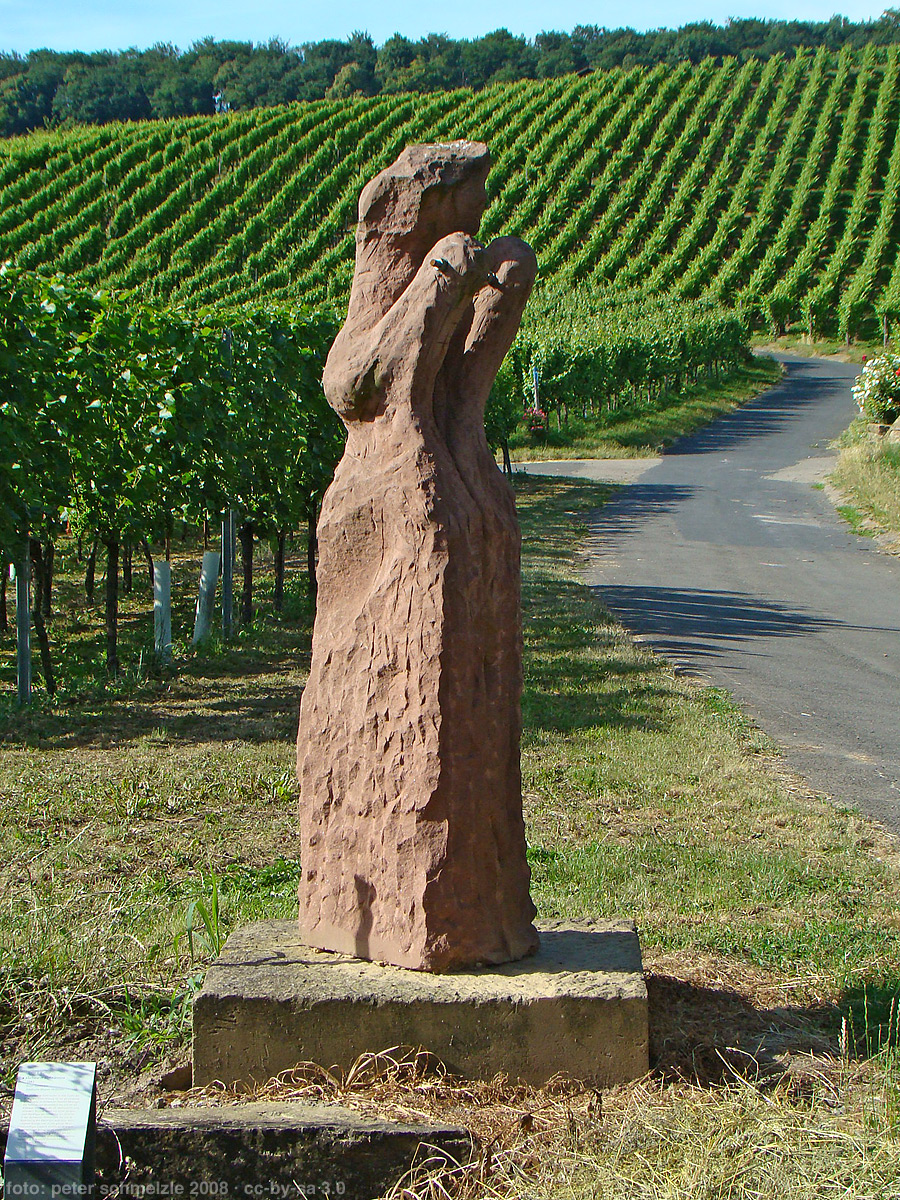
Vorstudie zur Schwarzen Hofmännin am Heilbronner Wein-Panorama-Weg

Detail der vorderen Ansicht mit Gebeinen wie Totenschädel, Unterkiefer mit Zähnen als moderne Reliquienmetapher

Die sieben Tonnen schwere, 2,30 m hohe und 4,05 m breite Arbeit bildet ein Triptychon, dessen Mittelteil von zwei Figuren flankiert wird. Die Schwarze-Hofmännin-Skulptur zeigt stilistische Ähnlichkeiten mit dem Triptychon Guernica. Der dreigeteilte triptychonähnliche Aufbau des Figurenensembles lässt eine stilistische Verwandtschaft erkennen: Die friesartige Länge der Figur wird genau wie bei Picassos Guernica gebrochen.

### Linker Seitenteil
Thron der Macht

Der linke Seitenteil des Triptychons, der Thron der Macht, soll die Macht des Klerus darstellen, die in einem aus einer Menschenfigur gebildeten Thron mit Tiara zum Ausdruck kommt, wobei die Figur auch als Drachengestalt interpretiert werden kann.

### Mittelteil
Ketten der Unterdrückung

Vom symbolisch dargestellten Klerus führen Ketten zum mittleren Figurenteil des Triptychons. Die Figur Ketten der Unterdrückung zeigt Knochen, Fäuste, Körper und Ketten, die ein untrennbares Miteinander bilden. Klumpp zeigt analog den Passionsaltären das Hauptmotiv im mittleren Feld, nämlich die Passion als Sinnbild des Leidens:
- Altäre zeigen meist einen gekreuzigten Christus oder eine Pietà
- Picasso verwendet das sterbende Pferd als Passionsmetapher. Ursprünglich hatte er einen sterbenden Krieger vorgesehen. Es blieben nur Bruchstücke der eigentlichen Figur übrig, die sich im unteren Teil des Bildes horizontal nebeneinander aufreihen, ähnlich einer Reliquie. So ist es auch nicht verwunderlich, dass in einigen Interpretationen die extrem gestreckten Arme als Predella-Motiv gedeutet werden.
- bei Klumpp stellen Ketten und Arme eine Passionsmetapher dar. Auch hier erscheinen ausgestreckte senkrecht stehende Arme, die bruchstückhaft nebeneinander gereiht werden. Die Deutung des Mittelteils als Reliquienschrein, wie sie bei Altären der katholischen Deutschordenskirchen vorkommt, ist damit zulässig. Auf dem rückwärtigen Teil wird die Annahme, dass es das Werk auch als moderne Passionsmetapher gedeutet werden kann, unterstützt. Wie bei der Passion oder Pietà ist ein Sterbender zu sehen. Hier sogar flankiert von einer weiblichen Figur, das wieder analoge Verwandtschaften zur Pietà ersehen lässt.

### Rechter Seitenteil
Schwarze Hofmännin

Der rechte Seitenteil der dreiteiligen Komposition, die Hofmännin, stellt die historische Figur aus dem Bauernkrieg als eine unbekleidete Frau mit Ketten und geballter Faust dar, die sich bereits von den Ketten gelöst hat. Die Nacktheit der Figur soll die Situation des Ausgeliefertseins gegenüber der Obrigkeit unterstreichen.